# Arapaima

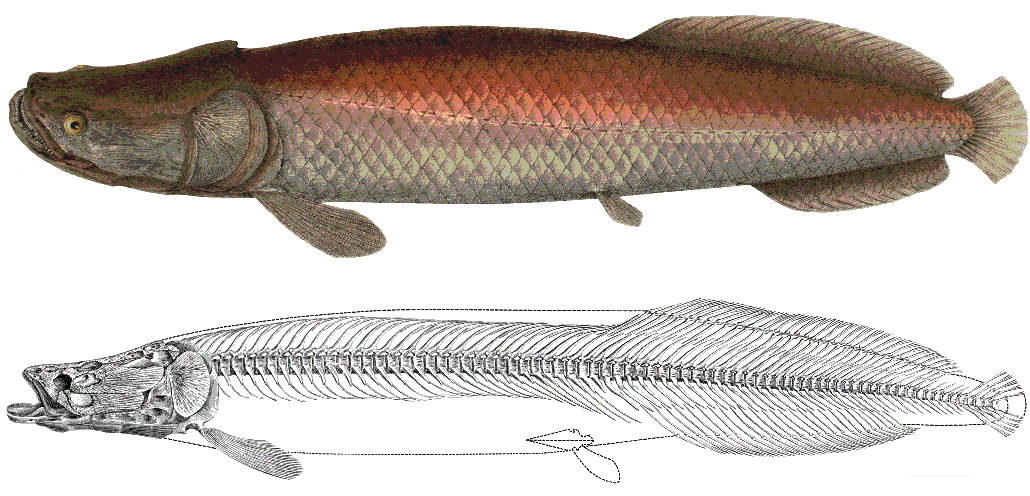
Arapaima agassizii (Sudis pirarucu)

Arapaima es un género de peces de agua dulce de la familia Arapaimidae, que se encuentran en la cuenca del río Amazonas.

## Características
Tiene forma de torpedo con escamas grandes y marcas rojas. De aspecto esbelto presentan las aletas dorsal y anal situadas detrás cerca de la cola. Adultos miden más de 2,5 m de longitud y pesan más de 200 kg.

## Especies
Desde 1868 y hasta 2013 se reconocía solamente la especie Arapaima gigas, el pirarucú o paiche, pero el biólogo Donald Stewart de la Universidad Estatal de Nueva York describió sin lugar a equívocos una especie diferente, Arapaima leptosoma, a partir de un ejemplar pescado en el Amazonas en 2001, cerca de la confluencia de los ríos Solimões y Purus. Esta especie se distingue de lo demás Arapaimas por tres características: la cavidad sensorial dorsal del preopérculo es muy delgada; el margen ventrolateral de la cabeza está fuertemente inclinado, tanto que la superficie ventral de la cabeza es casi plana;  tercio anterior de la base de la aleta dorsal está cubierta con una vaina gruesa y amplia que la esconde.
Stewart considera además que otras especies descritas en el siglo XIX por Achille Valenciennes y consideradas desde 1868, siguiendo el concepto de por Albert Günther como sinónimos de A. gigas, son en realidad especies diferentes. En particular Arapaima agassizii, de la cual se poseen únicamente dibujos detallados que datan de 1829, pero se perdió un esqueleto que estaba en un museo destruido por un bombardeo durante la II Guerra Mundial. De acuerdo con Stewart y Leandro Castello deben al menos reconocerse 5 especies de este género:
- Arapaima arapaima (Valenciennes, 1847)
- Arapaima gigas (Schinz, 1822)
- Arapaima leptosoma D. J. Stewart, 2013
- Arapaima mapae (Valenciennes, 1847)
- Arapaima agassizii (Valenciennes, 1847)

Según Stewart y Castello Arapaima arapaima es la más vista y fácil de distinguir, ya que tiene un pedúnculo caudal más profundo y posee 31 rayos en la aleta caudal, mientras que las otras tres tienen menos de 18 rayos y un pedúnculo estrecho.